# Solna sjukhem

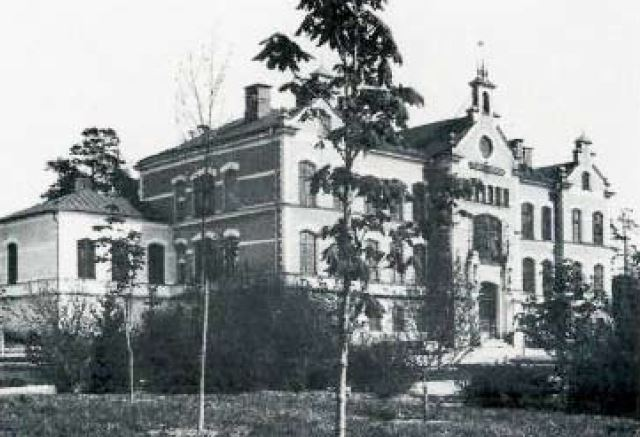
Solna sjukhem.

Solna sjukhem var under åren 1893–1940 en enskild anstalt för sinnessjuka, belägen inom Lilla Alby municipalsamhälle i Solna socken (överfört till Sundbybergs stad 1949). 

## Historik
Initiativtagare var skolläraren och organisten Julius Örtegren, som 1888 öppnade hemmet Tufvan i villan Karlsro i den sydvästra delen av kvarteret Tryckeriet. Åren 1891–92 uppfördes en stenbyggnad i tre våningar, omgiven av en park (1½ hektar, numera benämnd Tuvanparken), men med fri utsikt över Ulvsundasjön och den närliggande nejden. Ritningarna upprättades av Medicinalstyrelsen. Byggnaden var försedd med centralvärmeledning och elektrisk belysning; vatten erhölls från en diamantborrad brunn på området och avloppet utleddes direkt i Ulvsundasjön. Denna anstalt öppnades 1892 under namnet Tufvan, men erhöll redan 1893 namnet Solna sjukhem sedan den övertagits av Solna Sjukhems AB (ett konsortium av läkare). 
Sjukhemmet hade ursprungligen plats för 20 patienter (10 män och 10 kvinnor) men efter utbyggnad fanns 34 platser från 1912 (vilka 1917 utgjordes av 24 män och 10 kvinnor). I allmänhet kvarhölls patienterna inte mer än några månader på anstalten, varigenom sjukhemmet alltså fick en karaktär av upptagningsanstalt för akut sjuka, med betydande omsättning (från verksamhetens början 1893 till 1925 vårdades där omkring 1 100 personer).
Sjukvårdspersonalen utgjordes till huvudsaklig del av väl skolade sköterskor även för manliga patienter; sjukvårdare användes endast undantagsvis, och hemmet torde vara den första sinnessjukanstalt i Sverige, där detta system infördes. Sjukhemmet tog emot såväl lugna som mera oroliga fall av sinnessjukdom. Läkarvården utfördes av en av Medicinalstyrelsen förordnad legitimerad läkare, som tillika var anstaltens föreståndare, och en underläkare, och för anstalten var av Medicinalstyrelsen förordnad särskild inspektör. 
Den 1 februari 1940 eldhärjades Solna sjukhem varvid tre patienter omkom i lågorna samt ett 30-tal skadades av eld och rök. Detta blev slutet för anstalten, vars verksamhet därefter avvecklades. Byggnaden reparerades dock provisoriskt och användes under beredskapsåren som militärkasern, men revs 1960.

## Tufvanskandalen
År 1892 inträffade den så kallade Tufvanskandalen, vilken fick stor uppmärksamhet i pressen och kom att flera gånger debatteras livligt på Svenska Läkaresällskapet. I november nämnda år hade lantbrukaren A.P. Johansson från Långås i Halland tvångsintagits på Tufvan trots att vederbörliga intagningshandlingar (läkarintyg och prästbetyg) saknades. Han hade blivit ditlurad av några släktingar under falska förespeglingar. Två riksdagsmän från Johanssons hemtrakter, Alfred Bexell och Johan Elof Eliasson, fick kännedom om detta och tog kontakt med psykiatern Anton Nyström. Då de tre besökte Johansson på Tufvan kunde Nyström konstatera Johansson visade tecken på sinnesrubbning, men inte av sådan art att detta enligt då gällande lagstiftning kunde motivera inspärrning mot patientens vilja. Han hade således intagits på felaktiga grunder och efter en tid fick han tillstånd att återvända till sitt hem.
Till följd av skandalen blev från den 1 januari 1893 en av Medicinalstyrelsen förordnad läkare ansvarig för läkarvården på anstalten och från den 1 december samma år, då denna övertogs av Solna Sjukhems AB, tillika föreståndare. Samtidigt ändrades anstaltens namn till Solna sjukhem. Ett annat resultat av skandalen blev att Medicinalstyrelsen vidtog åtgärder så att ingen skulle kunna bli intagen på hospital utan fullständiga intagningshandlingar. Den för intagandet ansvarige läkaren, Jonas Jonsson, blev sedermera bötfälld för händelsen.

## "Kejsarens hotell"
Bland de personer som var intagna på Solna sjukhem märks Agnes von Krusenstjerna, som 1918 var patient där under nio månader. År 1926 utkom hennes roman Tonys sista läroår i vilken huvudpersonen blir intagen på Solna sjukhem, "Kejsarens hotell". Anstalten kallades så efter överläkaren Henry Marcus.

## Överläkare
- 1893–1895 – Ivan Bystedt
- 1896–1937 – Henry Marcus
- 1937–1940 – Folke Kinnmark